# Sigurd Andersson
Sigurd Andersson (n. 18 iulie 1926, Kalix, Comitatul Norrbotten, Suedia – d. 5 februarie 2009, Kalix, Comitatul Norrbotten, Suedia) a fost un schior de fond ce a reprezentat Suedia, medaliat olimpic. A participat la o ediție a Jocurilor Olimpice (1952) în care a câștigat o medalie de bronz.

## Participări
Lista de mai jos prezintă principalele competiții la care a participat Sigurd Andersson de-a lungul carierei.
- cross-country skiing at the 1952 Winter Olympics – men's 4 × 10 kilometre relay[*]